# Peltophryne guentheri
Espèce
Synonymes
- Bufo guentheri Cochran, 1941

Statut de conservation UICN

 VU B2ab(iii) : Vulnérable
Peltophryne guentheri est une espèce d'amphibiens de la famille des Bufonidae.

## Répartition
Cette espèce est endémique d'Hispaniola. Elle se rencontre en République dominicaine et à Haïtientre 40 et 107 m d'altitude.

## Description
L'holotype mesure 84 mm.

## Étymologie
Cette espèce est nommée en l'honneur d'Albert Günther.

## Publication originale
- Cochran, 1941 : The Herpetology of Hispaniola. United States National Museum Bulletin, vol. 177, p. 1-398 (texte intégral).